# Čelešnik
Čeléšnik je bil pripomoček za osvetljevanje bivalnih prostorov v obdobju, ko so bile predvsem za kmete sveče in petrolej predragi ali pa jih še niso poznali. Čelešnik je kovan pripomoček, v katerega se je s pomočjo uteži vpela suha trska in prižgala. Svetloba je bila skromna, poleg tega pa se je goreča trska močno kadila. Da bi omejili (ne pa popolnoma preprečili) nevarnost požarov, je bila pod gorečo trsko vedno posoda z vodo, v katero so padali ogorki.